# Deutsches Zentrum für barrierefreies Lesen
Das Deutsche Zentrum für barrierefreies Lesen (kurz: dzb lesen, bis 12. November 2019: Deutsche Zentralbücherei für Blinde (DZB)) bietet blinden, seh- und lesebehinderten Menschen eine vielfältige Auswahl an Literatur zum Ausleihen und Kaufen.
Die Einrichtung ist vor allem ein Produktionszentrum für Braillebücher, Hörbücher, Zeitschriften, Reliefs, Noten sowie künftig für Großdruck und barrierefreie E-Books. Zudem stellt das Zentrum vielfältige Dienstleistungen in Sachen Barrierefreiheit zur Verfügung. Diese Dienstleistungen unterstützen Institutionen, Vereine, Museen, Verbände und Einrichtungen des Freistaates Sachsen bei der Erstellung barrierefreier Informations- und Kommunikationsangebote. Als Staatsbetrieb gehört das Zentrum zum Sächsischen Staatsministeriums für Wissenschaft und Kunst.

## Produktion

### Herstellung von Büchern in Brailleschrift
Im dzb lesen werden jährlich ca. 200 Titel in Brailleschrift produziert.
Bevor der Originaltext mithilfe speziell entwickelter Software in Brailleschrift übersetzt wird, muss die Struktur und das Layout des Buches festgelegt werden. Nach der Übertragung erfolgt ein Probeausdruck, der von einem blinden und sehenden Mitarbeiter Korrektur gelesen wird. Den Text prägt man nun entweder direkt über einen Braille-Drucker auf Papier oder punziert (prägt) ihn zunächst auf Matrizen und druckt ihn danach. Der Matrizendruck hat eine bessere Qualität und ist deshalb länger lesbar, aber auch aufwändiger und kostenintensiver.
Jährlich werden etwa 32.000 Tonnen Papier für Bücher und Zeitschriften verarbeitet. In der Buchbinderei bekommen die Bücher ihre endgültige Gestalt. Die einzelnen Lagen werden geheftet und gebunden. Sie erhalten Buchdeckel, Buchrücken und Beschriftungen in Braille- und Schwarzschrift.

### Produktion von Hörbüchern
Im Studio nehmen ausgebildete Sprecher, meist Schauspieler und Rundfunksprecher, unter Regie eines  Aufnahmeleiters, zum Teil auch unter eigener Regie, Bücher und Artikel für Zeitschriften auf. Die Hörbücher werden vollständig aufgesprochen, damit der blinde Hörer die gleichen Informationen wie der sehende Leser erhält.
Im Jahr entstehen so etwa 800 Produktionen, dazu gehören neben ca. 200 Hörbüchern auch Zeitschriften und individuelle Aufträge im DAISY-Format. Parallel dazu wird der vorhandene analoge Bestand digitalisiert.

### Reliefherstellung
Damit blinde Menschen auch Bilder und grafische Zeichnungen erfassen können, stellt man diese als Reliefs dar.
Für die Herstellung einer Matrize werden verschiedene Materialien, die dem Relief relevante Umrisse und Oberflächen geben, ausgewählt, zurechtgeschnitten und in einzelnen Ebenen angeordnet. So entsteht in künstlerischer Feinarbeit eine Matrize mit tastbarem Bild, die als Grundlage für die Vervielfältigung dient. Im Tiefziehverfahren wird eine auf die Matrize gelegte Folie erhitzt, während eine Vakuumpumpe die Luft entzieht. Die Folie schmiegt sich den Formen der Matrize an. Durch Zufuhr von Pressluft kühlt die Folie schnell ab und bleibt danach in diesem Zustand. So entstehen transparente Reliefs mit einem darunter liegenden homogenen Farbdruck. Meist werden die kontrastreichen farbigen Reliefs mit Brailleschrift und Großdruck kombiniert, wie z. B. in Kinderbüchern, Atlanten und Kalendern.

## Bibliothek und Verkauf

### Bestände und Nutzer
Über 5.000 aktive Nutzer nehmen regelmäßig den Bibliotheksservice in Anspruch. Ihnen stehen mehr als 100.000 Medien zur Ausleihe bereit: Braille- und Hörbücher, Braille-Noten, Großdruckbücher und taktile Kinderbücher.
Zum Bestand der Bibliothek gehören belletristische Werke, Sach- und Fachliteratur, Kinder- und Jugendliteratur. Es werden sowohl Klassiker der Weltliteratur, zeitgenössische Literatur, als auch Unterhaltungsliteratur zur Verfügung gestellt. Neben wissenschaftlicher Fachliteratur sind populärwissenschaftliche Werke unterschiedlicher Wissensbereiche und auch Bücher zur beruflichen Weiterbildung zu finden. Die Bibliothek verfügt über ca. 20.000 Bücher- und Zeitschriftentitel in Brailleschrift. Hinzu kommen Reliefdarstellungen von geografischen Karten, Relief-Kinderbücher u. a. Mehr als 7.200 Notentitel und musiktheoretische Werke zählen zum Bestand der Musikalienausleihe.
Außerdem hält die Bibliothek über 60.000 Titel im DAISY-Format und über 2.000 Tonfilme für die Ausleihe bereit. Die ständig wachsende Großdruckbibliothek hat einen Bestand von ca. 500 Titeln.
Die Wissenschaftliche Bibliothek des Blindenwesens sammelt Literatur in Schwarzschrift zum Thema Blindheit und Sehbehinderung und stellt diese Wissenschaftlern, Studenten und anderen Interessenten zur Verfügung.
Im Bestand befinden sich fast 5.400 Monographien und Periodika über das Blindenwesen.

### Bibliotheksservice per Fernleihe
Die Fernleihe ist per E-Mail, Brief oder telefonisch möglich. Die Nutzerinnen und Nutzer bekommen die entsprechenden Hör-, Großdruck- oder Braillebücher in CD-Umschlägen, Bücherkoffern bzw. -taschen nach Hause geliefert. Der Versand der Blindensendung erfolgt bundesweit und ins Ausland kostenfrei per Post. Nach dem Lesen werden die ausgeliehenen Braille- und Großdruckbücher einfach am nächsten Postschalter abgegeben und an das Zentrum für barrierefreies Lesen zurückgesandt. Hörbücher können auch über den Online-Katalog recherchiert und über die dzb lesen-App oder den Alexa Skill heruntergeladen werden.

### Verkauf
Das Deutsche Zentrum für barrierefreies Lesen hält über 5.000 Titel für den Verkauf bereit. Das Spektrum der Produkte reicht von Braille- und Hörbüchern über Zeitschriften bis zu Reliefprodukten, wie z. B. geografischen Karten, Kalendern, Relief-Kinderbüchern und Gruß- und Glückwunschkarten. Die Waren können neben dem Kauf im Internetshop auch telefonisch, per E-Mail oder Brief bestellt werden. Der Versand an den Kunden erfolgt in der Regel auf dem Postweg.

## Dienstleistung im Auftrag der Barrierefreiheit
Neben seiner Aufgabe als Produktionszentrum und Bibliothek erfüllt dzb lesen wichtige Dienstleistungsfunktionen. So unterstützt das Zentrum Institutionen, Vereine, Museen und Verbände, aber insbesondere Einrichtungen des Freistaates Sachsen, bei der Erstellung barrierefreier Informations- und Kommunikationsangebote.
Der Notenübertragungsservice DACAPO überträgt mithilfe einer speziell entwickelten Software Noten in Braillenoten und umgekehrt Braillenoten in Noten.
Das Team LOUIS übernimmt technische Beratungsdienste zur dzb lesen-App und dem Alexa Skill, zu DAISY-Abspielgeräten und zur dzb lesen-Webseite.
Seit Oktober 2020 besteht eine Kooperation zwischen dem Börsenverein des Deutschen Buchhandels und dem dzb lesen. Die Partnerschaft macht es sich zur Aufgabe, die Verlagswelt für die notwendige Barrierefreiheit in den Angeboten zu sensibilisieren und Bewusstsein zu schaffen. Ziel ist es, den barrierefreien Zugang zu E-Books der deutschsprachigen Literatur für blinde, seh- und lesebehinderte Menschen zu sichern.

## Geschichte
Am 12. November 1894 wurde der Verein zur Beschaffung von Hochdruckschriften für Blinde zu Leipzig als Träger der ersten deutschen öffentlichen Blindenbibliothek gegründet. 1901 übernahm Marie Lomnitz-Klamroth die Leitung von Bücherei und Druckerei. Sie formulierte erste Grundsätze einer systematischen Punktschrifttypografie und setzte deutsche Picht-Schreibmaschinen für die Arbeit des Vereins ein. Nach Ausbruch des Ersten Weltkrieges, der den Verein und die Bibliothek in eine tiefe Krise stürzte, forderte Marie Lomnitz-Klamroth öffentliche Mittel von der Stadt, von Sachsen und vom Reich.
1916 erfolgte die Gründung des Vereins zur Förderung der Deutschen Zentralbücherei für Blinde zu Leipzig. Ein Jahr später verfügte die Bibliothek bereits über 5000 Bände in Blindenschrift und hatte 1255 Leser. Während die Zahl der Blindenschriftbände und die der ständigen Leser Anfang der 1920er Jahre stark anstieg (1926: 3500 Leser, darunter 400 Kriegsblinde, 50.000 Bände) zwang die Weltwirtschaftskrise die Bibliothek zu einem rigiden Sparkurs.
Entlassungen und Kürzung der Leistungen, sogar kurzzeitige Stilllegung waren die Folge. 1928 wurde Marie Lomnitz-Klamroth  Ehrensenatorin der Universität Leipzig. 1930 überschritt die DZB die jährliche Ausleihe von 100.000 Bänden.
1935 zog die Blindenbibliothek in die zweite Etage des Druckhauses Klepzig, Täubchenweg. Dieses Gebäude wurde beim  Luftangriff auf Leipzig in der Nacht vom 3. zum 4. Dezember 1943 zerstört und 30.000 Bücher vernichtet. 1944 richtete man eine Ausweichstelle in Döbeln ein. In Leipzig übernahm Herta Fröhlich den Weiterbetrieb in Räumen der Kreishauptmannschaft am Roßplatz und verhinderte nach Kriegsende die Veräußerung der Restwerte der DZB.
1945 übernahm Max Schöffler mit kommissarischer Vollmacht des Volksbildungsamtes der Stadt Leipzig die Leitung der DZB. Am 7. November 1946 erklärte die Landesverwaltung Sachsen die DZB zur Anstalt des öffentlichen Rechts.
Bereits 1949 umfasste der Bibliotheksbestand wieder 10.000 Bände. 1955 hatte die DZB 33 Mitarbeiter. Erste Reliefbücher für den Unterricht erschienen.
1952 wurde die Blindenbücherei dem Ministerium für Volksbildung der DDR, 1955 dem Ministerium für Kultur unterstellt.
1954 erfolgte der Umzug und die Einweihung des wieder aufgebauten Gebäudes in der Gustav-Adolf-Straße 7, das vor dem Krieg die Höhere Israelitische Schule beherbergte. 1955 löste Herbert Jakob Max Schöffler als Direktor ab. In dieser Funktion weihte er im März 1956 die Hörbücherei der DZB ein. Als erstes Hörbuch sprach man Martin Andersen Nexøs Der Lotterieschwede auf. Im Bestand der Einrichtung befanden sich zu dieser Zeit etwa 16.000 Blindenschriftbände. Der Produktions- und Magazinbereich konnte 1963 mit zwei neuen Gebäuden erheblich vergrößert werden. Am 25. Oktober 1964 fand die erste gesamtdeutsche Blindenkonferenz im Kultursaal der DZB statt. Zu dieser Zeit arbeiteten in der DZB 101 Mitarbeiter. 1964 erschien Meyers Lexikon in einem Band in Punktdruck (34 Bände). 1974 wurde die DZB mit der Wilhelm-Bracke-Medaille in Gold des Börsenvereins der deutschen Buchhändler in Leipzig ausgezeichnet.
1976 übernahm Siegfried Tschirner die Leitung. Die DZB gab 1979 16 Zeitschriften heraus, davon acht als Hörzeitschriften. Ihren ersten Reliefwandkalender fertigte die DZB im Jahre 1981 an, 1985 begann man mit der Herstellung des ersten mehrfarbigen Reliefwandkalenders. In den folgenden Jahren erweiterte die DZB das Spektrum ihrer Reliefproduktion. 1999 wurde Thomas Kahlisch Direktor der DZB.
Nach der Wiedervereinigung übernahm der Freistaat Sachsen die DZB, die seitdem dem Staatsministerium für Wissenschaft und Kunst unterstellt ist. Der endgültige Status der Bibliothek blieb zunächst ungeklärt. Erst im November 2002 beschloss die Sächsische Staatsregierung, die DZB vom 1. Januar 2003 an als Staatsbetrieb zu führen. 2002 begann die DZB mit der Ausleihe von DAISY-Büchern.
Am 25. Juni 2008, 95 Jahre nach seiner Einweihung, wurde dem Haus in der Gustav-Adolf-Straße 7 der Name seines Gründers  Ephraim Carlebach verliehen. Der Rabbiner ließ 1912/1913 das Haus bauen, um darin eine Schule für jüdische Kinder einzurichten. Bis 1935, als die Rassengesetze des NS-Staates in Kraft traten, war er Direktor der Höheren Israelitischen Schule.
Im September 2009 veranstaltete die DZB die Internationale Tagung DAISY 2009, die ein Treffpunkt für Anwender und Entwickler rund um das multifunktionale Informationsmedium DAISY-Hörbuch war. Im gleichen Jahr erhielt die DZB Leipzig im bundesweiten Wettbewerb  365 Orte im Land der Ideen von der Bundesregierung die Auszeichnung Ausgewählter Ort im Land der Ideen.
2009 wurde das Projekt DaCapo erfolgreich beendet und der kundenorientierte Braille-Notenservice eingeführt. Seit 2010 werden deutschlandweit keine Kassetten mehr ausgeliehen, stattdessen ausschließlich DAISY-CDs. Vom 27. bis 30. September 2011 fand in Leipzig der Weltkongress Braille21 Innovationen in Braille im 21. Jahrhundert mit 400 Teilnehmern aus aller Welt statt.
2010 wurde die CD im DAISY-Format eingeführt und die Kassettenausleihe beendet.
Vom 27. bis 30. September 2011 fand in Leipzig der Weltkongress Braille 21 »Innovationen in Braille im 21. Jahrhundert« statt: 400 Teilnehmer aus aller Welt besuchten den Kongress. Veranstalter war die DZB.
Am 3. Dezember 2012 findet das Projekt Leibniz – ein Projekt der DZB zur Aufbereitung von Fach- und Sachbüchern für blinde und sehbehinderte Menschen – mit einer Abschlussveranstaltung sein Ende.
In dreijähriger Projektarbeit wurden digitale Werkzeuge entwickelt, die eine automatisierte Layoutanalyse von Strukturen ermöglichen.
2016 wird die Ausleihe von Hörbüchern per Download über das Internet eingeführt. 2017 beginnt die Ausleihe von Hörfilmen (Tonspuren).
Im Sommer 2019 fand in Leipzig das bundesweite Louis-Braille-Festival statt, deren Ausrichter u. a. auch die DZB war.
Am 12. November 2019 wird der feierliche Namenswechsel von Deutscher Zentralbücherei für Blinde (DZB) in Deutsches Zentrum für barrierefreies Lesen (dzb lesen) vollzogen.

## Förderverein
Der Förderverein Freunde des barrierefreien Lesens e. V. unterstützt die Aufgaben der Einrichtung, blinden und seh- und lesebehinderten Menschen Literatur zugänglich zu machen. Freunde des barrierefreien Lesens e. V. fördert innovative Projekte zur Bereitstellung von barrierefreien Medien und widmet sich der Öffentlichkeitsarbeit, um den Bekanntheitsgrad zu steigern und Förderer zu finden.